# Clarence Lushbaugh
Clarence C. Lushbaugh, genannt Lush (* 15. März 1916 in Covington, Kentucky; † 13. Oktober 2000 in Oak Ridge, Tennessee) war ein US-amerikanischer Radiologe und Pathologe. Er gilt als einer der Väter der modernen Chemotherapie. Zusammen mit Leon Orris Jacobson forschte er in den 1940er Jahren an den therapeutischen Möglichkeiten der Substanz „HN2“ (N-Lost, Mechlorethamin) bei der Behandlung von Krebserkrankungen. Zudem war Lushbaugh eine weltweit führende Kapazität auf dem Gebiet der Strahlenkrankheit.

## Biographie
Lushbaughs Vater starb 1918 an der Spanischen Grippe. Er wuchs seither bei seiner alleinerziehenden Mutter auf. Er galt als fleißiger, wissbegieriger und handwerklich begabter Schüler. So arbeitete Lushbough während der Sommerferien unter anderem als Mädchen für Alles auf einer Ranch für Touristen in Colorado.
Nach seiner Schulzeit wechselte er zur University of Chicago und nahm dort sein Medizinstudium auf. Er promovierte mit einem Thema über den “Einfluss von Alkohol auf die Widerstandskraft von Kaninchen gegenüber dem Erreger Streptococcus pneumoniae”. Nach seiner Graduierung als Ph.D. blieb er an der Universität in Chicago und wurde leitender Pathologe des Instituts für Toxikologie. Dort wurde insbesondere die Wirkung chemischer Kampfstoffe während des Zweiten Weltkriegs untersucht. In einer Versuchsanordnung mit HN2 entdeckten er und sein Mitarbeiter Jacobson die zytostatische Wirkung der Substanz. Seine Idee, HN2 als Chemotherapeutikum bei der Behandlung von Krebs einzusetzen, fand bei Krankenhausärzten zunächst wenig Gegenliebe. Schließlich konnte er dennoch einige Hämatologen von seiner Idee überzeugen. Lushbaugh erkannte, dass er ohne medizinische Approbation nur wenig Chancen hatte, grundlagenwissenschaftliche Erkenntnisse in die klinische Praxis umzusetzen. Deshalb nahm er nochmals sein Medizinstudium auf und graduierte schließlich 1948 als M.D. In dieser Zeit veröffentlichte Lushbaugh als erster eine medizinische Publikation über die Fruchtwasserembolie, eine Geburtskomplikation, die bis dahin von der medizinischen Fachwelt unentdeckt blieb.
1949 verließ Lushbaugh Chicago und wechselte zum Medical Center in Los Alamos, New Mexico. Dort verlagerte er seinen Forschungsschwerpunkt auf Hauterkrankungen infolge ionisierender Strahlendosen. Sein Spezialgebiet wurde die Untersuchung der damit verbundenen biochemischen Veränderungen der Haut. Zahlreiche Strahlenopfer von Kernwaffentests der USA in den 1950er Jahren gehörten zu seinen Patienten. Lushbaugh wurde zu einem international anerkannten Experten für Strahlenkrankheit. Forschungsreisen führten ihn unter anderem nach Brasilien, El Salvador und sogar in die Sowjetunion. In seiner Zeit in Los Alamos entwickelte er zudem eine Methode, mit Hilfe derer der Todeszeitpunkt bei einer Leiche anhand der Körpertemperatur bestimmt werden kann. In der forensischen Pathologie ist sie als Algor mortis bekannt und wird manchmal auch als Lushbaugh Methode zitiert.

1963 ließ sich Lushbaugh von seiner ersten Frau, Mary Helen, mit der er die Söhne William und Robert sowie die Tochter Nancy hatte, scheiden. Im selben Jahr heiratete er erneut, verließ Los Alamos und ging als leitender Wissenschaftler an die Oak Ridge Associated Universities in Tennessee. Von 1975 bis 1984 war er dort Dekan der medizinischen Fakultät. Zahlreiche Institute der Fakultät, wie das Radiation Emergency Assistance Center und das Zentrum für epidemiologische Forschung (CER), wurden unter seiner Leitung eingerichtet. 1990 ging er in den Ruhestand.

Mit seiner zweiten Frau, Dorothy Bess, war Lushbaugh 37 Jahre lang bis zu seinem Tod verheiratet. Er starb 84-jährig im Jahr 2000 an den Folgen der Alzheimer-Krankheit.